# V (2009)
V is een Amerikaanse sciencefiction-televisieserie die voor het eerst werd uitgezonden op 3 november 2009. De serie was te zien op het Amerikaanse station ABC. Het is een remake van de miniserie V uit 1983. De serie was vanaf 26 mei 2013 te zien op VIER. In Nederland werd de serie niet uitgezonden.
In de eerste aflevering wordt de aankomst van het buitenaardse volk op aarde weergegeven. Zij geven aan met vreedzame doeleinden te komen, maar hebben ondertussen andere plannen.
Op 13 mei 2011 maakte ABC bekend dat er geen derde seizoen kwam.
Project Alice, een pagina op Facebook, ijvert er ondertussen voor om V op een ander tv-station te krijgen.

## Rolverdeling
- Elizabeth Mitchell als Erica Evans – een antiterrorisme-agente van de FBI die achter de ware aard en motieven van de V's komt. Zij richt het anti-Visitor verzet op.
- Morris Chestnut als Ryan Nichols – een Visitor, die zich voordoet als mens en deelneemt aan het verzet tegen de V's.
- Joel Gretsch als Pater Jack Landry – een Katholieke priester en voormalig landmacht kapelaan die zich aansluit bij het verzet.
- Logan Huffman als Tyler Evans – Erica's tienerzoon. Hij sluit zich aan bij de V-aanhangers en wordt verliefd op Lisa.
- Lourdes Benedicto als Valerie Stevens – Ryans verloofde. Ze weet niets van Ryan's ware aard. Ze is zwanger van Ryan, waarbij de zwangerschap zich erg snel ontwikkelt.
- Laura Vandervoort als Lisa – De dochter van de hoogste commandant van de visitors, Anna.
- Morena Baccarin als Anna – Hoogste commandant van de Visitors.
- Scott Wolf als Chad Decker – een nieuwslezer.